# Iiyama
株式会社iiyama（英語：iiyama Corporation），是一个日本的电器公司，主要生产LCD显示器和LED显示器面板。1972年成立，名字沿用所在地点长野县饭山市。2006年被日本MCJ集团收购。

## 历史

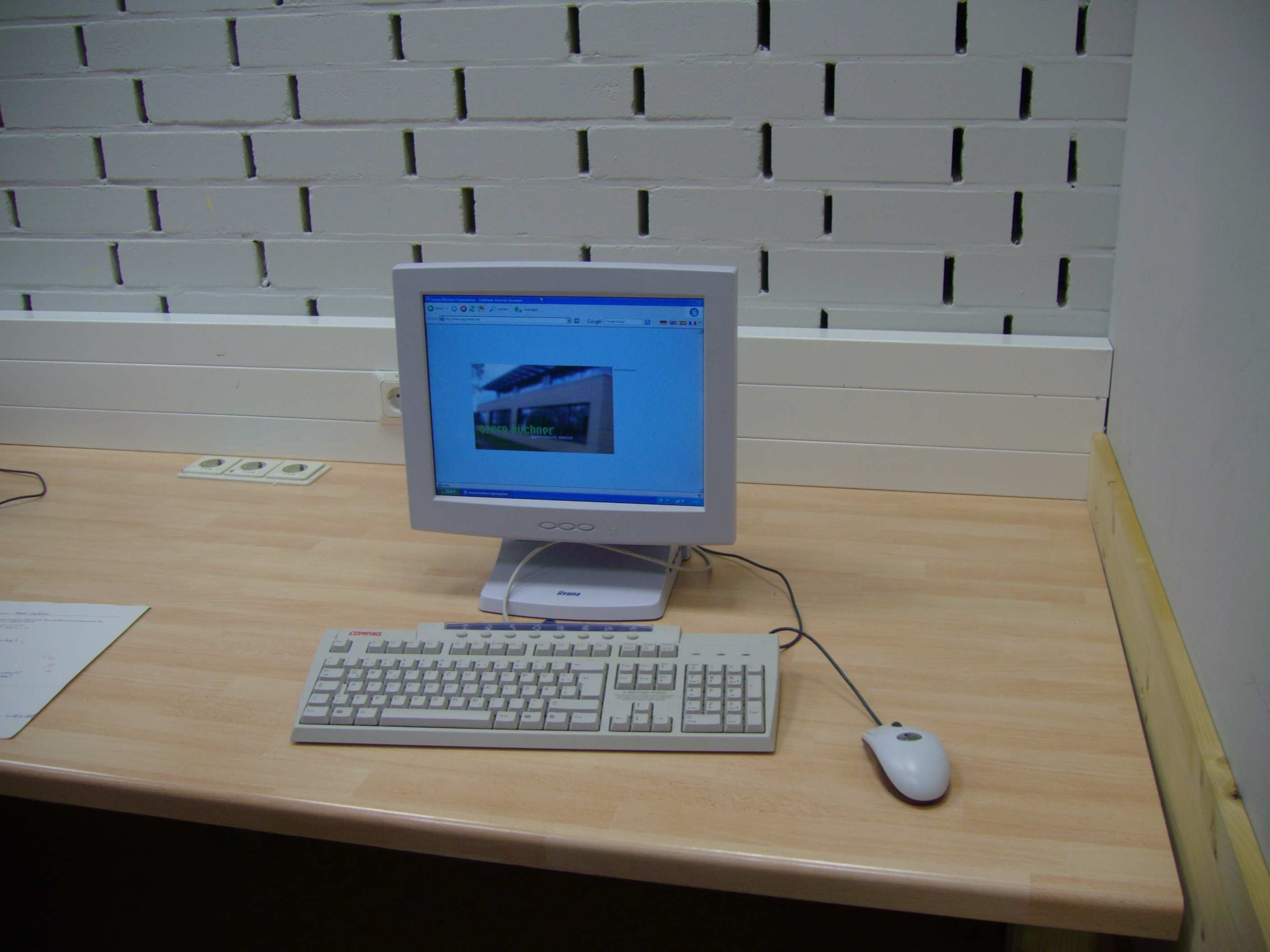
一台iiyama显示器

1972年，「饭山电机株式會社」成立，是长野县首个电视品牌，最初生产用于彩色电视机中的电路板。1976年，开始黑白电视机的成品生产；并在1979年生产小型彩色电视机。1981年，他们开始生产自有品牌的电视显示器。1987年，开始向欧美出口彩色电视机；并在1990年代，分别在菲律宾、德国、波兰、法国、英国、瑞典、捷克、台湾等地设立办公室，并在比利时成立国际事务办公室。
2001年，它与子公司合并成立新的「株式會社」，并将总部前往长野市。2006年，MCJ集团收购公司，并将总部迁往东京中央區，更名為「株式會社iiyama」。2008年10月，株式會社iiyama成为MCJ集团的Mouse Computer旗下子公司之一。